# حواري بوخارست (مسلسل)
حواري بوخاريست هو مسلسل تلفزيوني مصري عرض في رمضان 2015 - 1436، من بطولة أمير كرارة من إخراج محمد بكير.

## ملخص القصة
سيد جاد الله الشهير بسيد بوخاريست، لاعب جودو محترف وقوي، يعيش في حي السيدة زينب بالقاهرة مع أشقائه الأربعة، بعد شعوره بالإحباط من عدم تقدير الدولة له كرياضي حصل على بطولات في مصر، تدفعه الظروف لاستغلال قدراته في الأعمال الإجرامية من الباطن، مما يعرضه للكثير من المواقف الخطيرة عليه وعلى حياة أشقائه. كما أنه يحب أحد فتيات حارته بشدة منذ الطفولة، ويحاول الارتباط بها لكن الظروف تعانده على الدوام، وتتوالى الأحداث في قالب من الحركة والجريمة والدراما.

## بطولة
| - أمير كرارة:سيد جاد الله/سيد بوخاريست - دينا:نصرة - مي سليم:سامية/ميسا - عمر مصطفى متولي:صلاح - دنيا عبد العزيز:رحاب - سارة سلامة:آية - أحمد حاتم:أحمد - أحمد صلاح حسني:حمادة الطيب | - أحمد فتحي:بلبل - ثراء جبيل:بطة - ميسرة:يونيا - ميرهان حسين:بوشي - يحيى أحمد: - أشرف طلبة: - محمود فارس: | - محمد لطفي شاهين:سامر السعدي - أحمد صيام:سلطان - أحمد سلامة:فودة الأسمر - أحلام الجريتلي: - أحمد فؤاد سليم:جاد الله - كريم الأبنودي:عمر ابن نصرة - علا غانم:مهجة |

أشترك في التمثيل: -وائل سالم -منصور أمين -محمد عبد الحليم -عبد السلام الدهشان -هاني إبراهيم -إبراهيم عمران -بسمة شوقي -مريم البحراوي -عصام القاضي -شريف رواش:المخرج -هيثم عصام -نادية عباس -ايمان سالم -محمد العربي -ماجي عادل -أحمد صفوان -محمد مؤنس -سعادة أحمد -هشام وجيه -وليد المصري -ساندي سليم -فاطمة كشري -عمرو حسن -رامي الطمباري -علا عبد الباقي -سماهر -محمد درويش -محمد أبوالدهب -علي الطيب -مصطفى شاهين -أمنية إبراهيم -جمال هاشم -ماجدة ماهر -مجدي صبحي -أشرقت محي الدين -أحمد كامل -رشاد الجندي -أحمد نصر -أسامة طراف -شيرين شريف -جمال فرج -محمود خالد -عمرو جمال -خلود عبده -عطا الغمراوي -محمود جليفون -رامي كلاتشا -احمد خيري -هند الطيار - محمد علاء -حسن البجيجي - أحمد سليمان -نبيل البرديسي
الأطفال:منة حسام-أحمد نادر-زياد ايهاب